# Мензель-Фарсі
Мензель-Фарсі (араб. منزل فارسي) — місто в Тунісі. Входить до складу вілаєту Монастір. Станом на 2004 рік тут проживало 3048 осіб.
| Туніс | Це незавершена стаття з географії Тунісу. Ви можете допомогти проєкту, виправивши або дописавши її. |